# Les Œuvres de miséricorde
Ne doit pas être confondu avec Œuvres de miséricorde.
Les Œuvres de miséricorde  est un récit de Mathieu Riboulet paru le 22 août 2012 aux éditions Verdier et ayant reçu le prix Décembre la même année.

## Historique
Ce livre est récompensé le 8 novembre 2012 par le prix Décembre, présidé cette année-là par Charles Dantzig, au troisième tour de scrutin par six voix contre six à Une semaine de vacances de Christine Angot ; devant le blocage du vote par le jury qui refuse un tour supplémentaire, la voix du président a compté double.

## Résumé
L'ouvrage se présente en premier lieu comme une méditation sur les morts des guerres passées.
Propos de l'auteur : « J’ai tenté d’y voir un peu plus clair dans les violences que les hommes s’infligent – historiques, guerrières, sociales, individuelles, sexuelles, massivement subies mais de temps à autre, aussi, consenties –, dont l’art et la sexualité sont le reflet et parfois la splendide, indépassable, bienheureuse expression, et de les lier du fil de cet impératif de miséricorde qui fonde notre culpabilité pour être, de tout temps et en tous lieux, battu en brèche. »

## Éditions et traductions
- Éditions Verdier, 2012  (ISBN 978-2864326878).
- (de) Die Werke der Barmherzigkeit, trad. Paul Sourzac, Secession Verlag für Literatur, Zurich, 2016.